# Хабаб
Хабаб (на арабски: خبب) е град, разположен в най-южната част на Сирия, в долина край град Дераа.
Старото име на града е Aбиба – арамейска дума за зелена трева.

## География
Намира се в мухафаза (област) Дараа, на 50 км от Дамаск, столицата на Сирия. Според официални данни от преброяването има 3379 жители към 22.09.2004 г.

## Език
Официалният език е арабски. Други популярни езици: френски, гръцки (на него се води служба в църквата). Английският е все по-популярен в града.

## Религия
Християни, мнозинството са от гръцката католическа църква.
Има 4 древни църкви, катедрала и манастир.

## Население
Население – 10 хиляди души.